# Liste der Nummer-eins-Hits in den Hot 100 Airplay (2009)
Diese Liste enthält alle Nummer-eins-Hits in den Hot 100 Airplay Charts im Jahr 2009. Es handelt sich hierbei um die Charts mit den von den Radiostationen in den USA am häufigsten gespielten Musiktiteln, die vom US-amerikanischen Magazin Billboard veröffentlicht wurden. In diesem Jahr gab es 13 Spitzenreiter.
| Singles |
| --- |
| - T.I. feat. Rihanna – Live Your Life - 8 Wochen (29. November 2008 – 23. Januar 2009) - Beyoncé – Single Ladies (Put a Ring on It) - 5 Wochen (24. Januar – 27. Februar) - Kanye West – Heartless - 2 Wochen (28. Februar – 13. März) - T.I. – Dead And Gone - 7 Wochen (14. März – 1. Mai) - Jamie Foxx feat. T-Pain – Blame It - 4 Wochen (2. Mai – 29. Mai) - The Black Eyed Peas – Boom Boom Pow - 6 Wochen (30. Mai – 10. Juli) - Keri Hilson feat. Kanye West & Ne-Yo – Knock You Down - 4 Wochen (11. Juli – 7. August) - Drake – Best I Ever Had - 2 Wochen (8. August – 21. August) - The Black Eyed Peas – Boom Boom Pow - 6 Wochen (22. August – 2. Oktober) - Taylor Swift – You Belong with Me - 2 Wochen (3. Oktober – 16. Oktober) - Jay Sean feat. Lil Wayne – Down - 5 Wochen (17. Oktober – 20. November) - Lady Gaga – Paparazzi - 1 Woche (21. November – 27. November) - Jay-Z feat. Alicia Keys – Empire State of Mind - 9 Wochen (28. November 2009 – 29. Januar 2010) |